# تپه دهنه حیدری
تپه دهنه حیدری مربوط به سدهٔ ۴ تا ۷ ه.ق است و در شهرستان نیشابور، بخش تخت جلگه، دهستان بینالود، روستای دهنه حیدری واقع شده و این اثر در تاریخ ۳ خرداد ۱۳۸۶ با شمارهٔ ثبت ۱۹۱۱۶ به‌عنوان یکی از آثار ملی ایران به ثبت رسیده است.